# Crkva Blažene Djevice Marije Volavske (Snježne)
Crkva Blažene Djevice Marije Volavske (Snježne), rimokatolička crkva u mjestu Volavju, Grad Jastrebarsko, zaštićeno kulturno dobro.

## Opis dobra
Proštenjarska crkva sagrađena je u središtu Volavja, na parceli ograđenoj kamenim zidom s dva ulazna portala. Obitelj Erdödy u razdoblju od 1684. do 1704. g. gotičku crkvu proširuje i pretvara u monumentalnu baroknu crkvu. Nastaje jednobrodna građevina s užim pravokutnim svetištem poligonalnog zaključka. Sa sjeverne strane svetišta smještena je sakristija i zvonik dok je s južne strane lađe predvorje pravokutne osnove, nekadašnji otvoreni trijem. Crkva Blažene Djevice Marije Snježne sačuvanim slojevima gradnje, prostornim kvalitetama te bogatim inventarom, predstavlja značajan spomenički kompleks u povijesti sakralnog graditeljstva kontinentalne Hrvatske te najvrjedniji spomenik na jastrebarskom području.

## Zaštita
Pod oznakom Z-1419 zavedena je kao nepokretno kulturno dobro – pojedinačno, pravna statusa zaštićena kulturnog dobra, klasificirano kao "sakralna graditeljska baština".